# De rige bliver rigere og de fattige bliver fattigere
De rige bliver rigere og de fattige bliver fattigere er en velkendt aforisme som følge af forfatteren Percy Bysshe Shelley. I A Defence of Poetry (skrevet 1821, men ikke udgivet før 1840) beskrev Shelley at utilitarisme havde eksemplificerede udtrykket "Til ham der har skal gives mere; og fra ham, der ikke har, the lille han havde skal tages fra ham. De rige bliver rigere og de fattige bliver fattigere; Staten drives mellem Skylla og Charybdis af anarki og despotisme." Udtrykket beskriver en positiv feedback, hvor individer, der allerede har stor rigdom har nemmere ved at akkumulere mere rigdom, end fattigere personer (den korresponderende modkobling ville være progressiv skat).
"Til ham, der har" osv. er en reference til Matthæus 25:29 (lignelsen om talenterne og minaerne). Aforisme bliver ofte anvendt i forskellige variation, som en opsummering af effekterne ved den frie markedskapitalisme, der producerer større økonomisk ulighed.
I USA er begrebet ofte blevet brugt til at beskrive socioøkonomiske tendenser under Ronald Reagans og George H. W. Bush' tid som præsidenter, og i Storbritannien er det blevet brugt om Margaret Thatchers regeringstid.
I Danmark er vendinger også blevet brugt om Helle Thorning-Schmidts regeringstid, og en undersøgelse fra 2018 viste at skellet mellem rig og fattig er blevet større fra 2008.